# Columbia (sang)
 For alternative betydninger, se Columbia. (Se også artikler, som begynder med Columbia)
Columbia er en komposition af det britiske band Oasis. Nummeret, som indgår på albummet Definitely Maybe, er skrevet af guitarist Noel Gallagher, og produceret af Mark Coyle, The Real People, Noel Gallagher. 
Egentlig, var det blot en instrumental nummer, som bandet anvendte ved de tidlige Oasis koncerter. Nummeret bliver først indspillet i foråret 1993 som en del af Oasis' The Live Demonstration Tape, et demobånd som lavede med hjælp fra Chris og Tony Griffiths fra bandet The Real People. Der bliver udgivet en redigeret version af demoen blev udgivet i et begrænset oplag, en såkaldt limited edition, på white label promo 12" i december 1993. Dette blev således Oasis' første sang, som blev spillet på BBC Radio 1. Denne version blev også udgivet senere, nemlig som b-side på singlen Supersonic (1994). 

## Eksterne links
- Live optagelse af Columbia fra Glastonbury 2004